# Kresten Philipsen
Kresten Philipsen (29. juni 1945 i Søgårdsmark ved Aabenraa – 13. juli 2011 på Lundtoftbjerg, Lundtoft, Aabenraa) var en dansk gårdejer og politiker.
Han var søn af politikeren Johan Philipsen. Kresten Philipsen tog realeksamen fra Aabenraa Statsskole 1962 og gik på Gråsten Landbrugsskole 1965-66, overtog fødegården og var medlem af Sønderjyllands Amtsråd for Venstre 1978-2001 og var amtsborgmester i dette amt 1982-2000. 1994-2001 var han desuden formand for Amtsrådsforeningen og fra 2001 formand for Sydbanks bestyrelse. I 2005 meldte han sig ud af Venstre grundet utilfredshed med kommunalreformen.
Han døde af en kræftsygdom i leveren i sommeren 2011. Philipsen var Ridder af Dannebrog.